# Краснодонский процесс
Процесс над пособниками немецких оккупантов в Краснодоне — судебный процесс, состоявшийся 15—18 августа 1943 года над группой советских коллаборационистов, принимавших участие в военных преступлениях на территории Краснодона, обвинявшихся, в частности, в предательстве молодёжной антифашистской подпольной организации «Молодая гвардия». Второй в СССР судебный процесс по делу о деятельности оккупантов и их пособников.
Перед судом предстали трое советских граждан: Михаил Кулешов, работавший следователем местной полиции в период оккупации Краснодона; тайный осведомитель Василий Громов и его пасынок Геннадий Почепцов. Все трое были приговорены к высшей мере наказания, смертной казни через расстрел.

## История
28 сентября 1942 года нацисты за отказ работать на немецкие власти и партизанскую деятельность в парке Краснодона заживо закопали 32 шахтера. Это стало проводом для создания подпольной  молодежной организации «Молодая гвардия», в которую вошли около сотни юношей и девушек от 14 до 25 лет. «Молодая гвардия» в основном занималась антифашистской пропагандой. Её члены распространяли листовки с призывами вредить оккупантам и информацией из Москвы, полученной по радиоприёмникам. В ночь на 7 ноября молодогвардейцы вывесили по городу красные знамена, сшитые из украденного немецкого флага. Также они нападали на полицейских. Ими было уничтожено не меньше 25 немецких солдат и офицеров. Среди акции саботажа, устроенных молодогвардейцами — предотвращение угона скота в 500 голов, поджог склада с зерном для предотвращения его вывоза в Германию. В ночь на 6 декабря 1942 года члены «Молодой гвардии» сожгли Биржу труда в Краснодоне. Этой акцией была сорвана вербовка «добровольцев» на работы в Германию. В январе 1943 года начались аресты и последовавшие за ними чудовищные пытки и казни «молодогвардейцев».
Практически сразу после освобождения Краснодона была сформирована комиссия, которая занялась фиксированием случаев массовых расправ над советскими гражданами, установление мест захоронений жертв, выявление свидетелей преступлений. Следствие длилось около пяти месяцев. Было установлено, что в пытках и казнях членов «Молодой гвардии» участвовали около 70 человек из немецкой полевой комендатуры и вспомогательной полиции, где служили местные коллаборационисты. Было установлено место, куда нацисты сбрасывали тела казненных и еще живых молодогвардейцев — 58-метровый шурф шахты № 5. В этом месте был обнаружен 71 труп — 49 членов «Молодой гвардии» и 22 — членов партийной подпольной организации.
По результатам следствия выяснилось, что донос на «Молодую гвардию» написал один из её членов Геннадий Почепцов по совету своего отчима немецкого осведомителя Василия Громова. Показания принял старший следователь полиции Михаил Кулешов, который позже участвовал в допросах молодогвардейцев с применением пыток.

## Процесс
Краснодонский процесс проходил с 15 по 18 августа. Часть заседаний проводилось в закрытом режиме. На открытые же заседания приходили жители Краснодона, выступая на них в качестве свидетелей, в то же время требуя от суда вынести суровый приговор. Военный трибунал войск НКВД Ворошиловградской области судил без стороны защиты, материалы Краснодонского процесса не публиковались.
В открытом судебном заседании, которое состоялось 18 августа 1943 года в Краснодоне Военный трибунал войск НКВД Ворошиловоградской области приговорил Михаила Кулешова, Василия Громова и Геннадия Почепцова в высшей мере наказания — расстрелу. Приговор был приведён в исполнение 19 августа 1943 года публично. За расстрелом наблюдало пять тысяч человек. Мария Громова, — мать Геннадия Почепцова, как член семьи изменника Родины, приговором суда была сослана в Кустанайскую область на 5 лет с полной конфискацией имущества.